# سعد بن علي الجمعان
سعد بن علي الجمعان من قارئي القرآن الكريم ومن أئمة المساجد في المملكة العربية السعودية ، كان إماما وخطيب جامع الروسان بحي الخليج بالرياض، توفي في يوم اثنين وعشرين من شهر شوال عام 1429 هـ الموافق للثالث والعشرين من شهر أكتوبر عام 2008.

## وصلات خارجية
- مصحف الشيخ سعد بن علي الجمعان في موقع اقرأ
- مصحف الشيخ سعد بن علي الجمعان في موقع طريق الصالحين
- مصحف الشيخ سعد بن علي الجمعان في موقع طريق الإسلام